# Natsumi Hara
Natsumi Hara (原 奈津美, Hara Natsumi, 18 augustus 1988) is een Japans voormalig voetbalster.

## Carrière
Hara maakte op 29 maart 2005 haar debuut in het Japans vrouwenvoetbalelftal tijdens een vriendschappelijke wedstrijd tegen Australië.

## Statistieken
| Japans vrouwenvoetbalelftal | Japans vrouwenvoetbalelftal | Japans vrouwenvoetbalelftal |
| Jaar                        | Wed.                        | Dlp.                        |
| --------------------------- | --------------------------- | --------------------------- |
| 2005                        | 1                           | 0                           |
| Totaal                      | 1                           | 0                           |